# Tlatlacotin
Onderaan de hiërarchie van de Azteken stond de Tlatlacotin. Hij was een slaaf maar mocht niet verkocht worden. Het was mogelijk voor hem om materiële welstand te verwerven. De grote meerderheid verwierf naar het einde van hun leven toe wel de vrijheid.